# Foudre-klassen
Foudre-klassen er et amfibie-dokskib i den franske flåde.
De har store fragtdæk, hvor man kan fragte kampvogne og andre køretøjer. En 52 tons tung elevator og et helikopterdæk med flere helipads gør skibet i stand til at operere flere helikoptere samtidigt.
Tre ture med sådan et skib kan flytte et helt panserregiment met dets 22 AMX-30- eller Leclerc-kampvogne, 44 AMX 10 RC pansrede mandskabsvogne, 22 véhicules de l'Avant Blindé (pansrede mandskabsvogne), 41 lette opklaringskøretøjer (inklusiv 16 MILAN antipansermissilsystemer), 54 TRM 4000 lastbiler, 15 TRM 2000 lette lastbiler, 5 tankvogne, 2 rangeringslastbiler, 6 120 mm mortérer, 67 containere samt et strandtæppesystem, i alt 3.300 tons.
Skroget er bygget op omkring en dok, som løber 3/4 af skibets længde. Dokken kan holde op til 8 landgangsfartøjer. Disse landgangsfartøjer kan søsættes ved at fylde skibets ballasttanke, hvorved skibet synker ned i vandet og derefter åbner dokporten.
Helikopterfaciliteterne tillader helikopteroperationer i alt slags vejr. skibet kan medbringe enten 4 Super Puma eller 2 Super Frelon helikoptere, til brug for specialstyrker, i hangaren.
| Pnt.               | Navn                       | Kølen lagt      | Søsat             | Indgået                                             | Skæbne                            | Kaldesignal |
| ------------------ | -------------------------- | --------------- | ----------------- | --------------------------------------------------- | --------------------------------- | ----------- |
| LSDH-91 (ex-L9011) | Sargento Aldea (ex-Foudre) | 26. marts 1986  | 19. november 1988 | Frankrig: 7. december 1990 Chile: 23. december 2011 | Solgt til Chile, i aktiv tjeneste | -           |
| L9012              | Siroco                     | 9. oktober 1995 | 14. december 1996 | 21. december 1998                                   | I tjeneste                        | FASI        |

## Eksterne links
- Naval-technology: Foudre-klassen Arkiveret 25. september 2009 hos  Wayback Machine (engelsk)